# Nepenthes thorelii
Nepenthes thorelii Lecomte, 1909 è una pianta carnivora della famiglia Nepenthaceae, originaria di Thailandia, Cambogia e Vietnam, dove cresce a 10–470 m.